# Marta Llorens i Garcia
Marta Llorens i Garcia (Vilanova i la Geltrú, Garraf, 1962) és una política catalana, diputada al Parlament de Catalunya en la VII, VIII, IX i X Legislatures.
Ha treballat com a graduada social i administradora de finques. Milita a Unió Democràtica de Catalunya (UDC) des de 1987, on ha estat secretària de Política Local, secretària d'Organització i secretària general adjunta del Comitè de Govern d'UDC. Ha estat regidora de l'Ajuntament de Vilanova i la Geltrú per CiU del 1995 al 2003, i fou escollida diputada per la província de Barcelona a les eleccions al Parlament de Catalunya de 2003, 2006, 2010 i 2012.